# Emily the Strange
Emily the Strange ou  Emily Strange est un personnage de fiction créé en 1991 par Rob Reger pour illustrer des articles commerciaux (tee-shirts...).
En 1993 le personnage devient populaire. Ensuite Emily Strange est adapté en comics chez Chronicle Books en 2001 et chez Dark Horse Comics en 2003, Jessica Gruner a coécrit l'histoire.

## Biographie du personnage
Emily est une petite fille de 13 ans, habillée en noir "gothique" avec des chaussures Mary Jane. Elle est rebelle et étrange. Elle n'a pas d'amis dans son collège et l'assume. Ses matières préférées sont les maths et les sciences. Ses meilleurs amis sont ses 4 chats noirs (Mystery, Miles, Sabbath et Neechee). Emily a le pouvoir de lire l'avenir dans sa boule de billard noire n°8.

## Personnages
- Emily Strange : Jeune fille de 13 ans, vêtue d'une robe noire à poches qui semblent sans fond. Ses cheveux et ses yeux sont également noirs. Sous cet air mystérieux, se cache une personnalité téméraire et intrépide, fascinée par les mystères et la science. Elle a quatre chats qu'elle aime au moins autant que sa mère, qu'elle appelle d'ailleurs par son prénom. Ses passes temps principaux sont : jouer avec ses chats, fabriquer des inventions farfelues, faire du skate et jouer de la guitare électrique. Elle tient un journal intime dans lequel elle relate ses aventures incroyables.
- Patty : La mère d'Emily. Elle n'a pas beaucoup d'autorité et subit les frasques étranges de sa fille presque sans broncher.
- Nee Chee : Chat noir à la queue rayée noir et blanche. (Durant son amnésie Emily l'appelle Nitzer. Tome 1)
- Miles : Chat noir à moitié aveugle. (Durant son amnésie Emily l'appelle Wily. Tome 1)
- Sabbath : Chat noir à l'oreille ouverte. (Durant son amnésie Emily l'appelle Cabbage. Tome 1)
- Mystery : Chatte noire à l'œil étoilé. Elle est la plus proche d'Emily et domine cette petite troupe de mâles. (Durant son amnésie Emily l'appelle Mcfreely. Tome 1)

## Autres dessinateurs et scénaristes
Buzz Parker, Brian Brooks, Matthew Weiss

## Produits dérivés
- Une guitare a même été créée, il s'agit de l'Epiphone G-310 "Emily the Strange".

## Adaptations dans d'autres médias
Sorti le 27 Octobre 2011, Emily the Strange Strangerous, sur Nintendo DS, est un jeu dédié à l'aventure et à la réflexion. Vous devez rechercher les quatre chats d'Emily, qui ont été enlevés, et traquer l'être machiavélique à l'origine de cette ignominie. Pour cela, il faut résoudre les 60 puzzles et minis-jeux à disposition en utilisant judicieusement les capacités de vos fidèles compagnons.
Le producteur Mike Richardson de Dark Horse Comics a prévu de produire une adaptation en film pour 2013. La Fox a engagé Matthew Weiss pour le scénario. Le film devrait inclure des passages en animation. Chloe Moretz incarnera Emily. Toutefois le film n'est encore qu'un projet en pré-production.

## Emily and the Strangers
En avril 2013, Rob Reger a soulevé l'idée de faire un groupe mettant en scène Emily, " Emily and the Strangers ". Donc Reger fait un Kickstarter et le 11 mai, ils ont obtenu l'argent pour faire un single, " Calling All Guitars ". Les membres sont : Emily (voix et guitare), Evan Stranger (guitares), Trilogy (clavier), Raven (batterie), Winston (basse) et Willow (chœur et harpe).